# Город Пустых
«Город Пустых» — роман, сиквел романа «Дом странных детей» американского писателя Ренсома Риггза. Оригинал книги был выпущен на английском языке в США 14 января 2014 года издательством «Quirk Books». Действие романа начинается непосредственно после окончания первой книги, и рассказывает о том, как Джейкоб и его друзья покидают дом Мисс Сапсан (Мисс Перегрин) и направляются в «странную столицу мира», Лондон.

## Сюжет
После того, как дети сбежали от пустот на лодке, они попадают в сильный шторм. Они пристают к берегу и сразу выясняется, что за ними следуют твари. Дети убегают в лес, однако им некуда бежать. Они бесцельно бродят по лесу, пока с помощью книги «Рассказы Странных» не обнаруживают петлю времени и не убегают в эту петлю, полную странных животных. После того, как им становится известно, что Мисс Королёк отправилась в Англию, чтобы помочь своим сёстрам-имбринам, дети отправляются на её поиски. Далее они натыкаются на группу бродяжничающих цыган, которые помогают детям добраться  до города и во многом другом.

## Сиквел
Третья книга из серии «Мисс Перегрин» называется «Библиотека душ». Она была выпущена 22 сентября 2015 года.